# Lombardei-Rundfahrt 1977
Die Lombardei-Rundfahrt 1977 war die 71. Ausgabe der Lombardei-Rundfahrt. Das Rennen fand am 8. Oktober 1977 über eine Distanz von 257 km statt. Der Sieger war Gianbattista Baronchelli vor Jean-Luc Vandenbroucke und Franco Bitossi.

## Teilnehmende Mannschaften
| Profi-Radsportteams (10)- Scic - Peugeot-Esso-Michelin - Vibor - Brooklyn - Magniflex-Torpado - Miko-Mercier-Hutchinson - Sanson - Flandria-Velda-Latina Assicurazioni - Zonca-Santini - Fiorella-Mocassini |
| |

## Ergebnis
| Rang | Fahrer                   | Team              | Zeit       |
| ---- | ------------------------ | ----------------- | ---------- |
| 1    | Gianbattista Baronchelli | SCIC-Bottecchia   | 7h 03' 00" |
| 2    | Jean-Luc Vandenbroucke   | Peugeot           | + 1' 07"   |
| 3    | Franco Bitossi           | Vibor             | gl. Zeit   |
| 4    | Ronald De Witte          | Brooklyn          | gl. Zeit   |
| 5    | Wladimiro Panizza        | SCIC-Bottecchia   | gl. Zeit   |
| 6    | Alfio Vandi              | Magniflex–Torpado | gl. Zeit   |
| 7    | Joop Zoetemelk           | Mercier           | gl. Zeit   |
| 8    | Johan De Muynck          | Brooklyn          | + 2' 05"   |
| 9    | Giuseppe Perletto        | Magniflex–Torpado | gl. Zeit   |
| 10   | Fabrizio Fabbri          | Sanson            | + 3' 03"   |